# Manuel Teófilo Gaspar de Oliveira
Manuel Teófilo Gaspar de Oliveira (Fortaleza, 17 de março de 1816 — Baturité, 15 de agosto de 1859) foi professor, magistrado e político brasileiro.

## Biografia
Nasceu em Fortaleza, quarto filho de Manuel José Teófilo, comerciante português, e de Isabel Sabina de Oliveira. Era tio dos escritores Juvenal Galeno e Rodolfo Teófilo.
Frequentou a Faculdade de Direito de Olinda e nela se bacharelou em 20 de novembro de 1837, na mesma turma de Francisco de Assis Bezerra de Meneses, Miguel Fernandes Vieira e Pedro Pereira da Silva Guimarães.
De volta ao Ceará foi nomeado diretor dos índios, juiz municipal da cidade de Januária (Sobral) por decreto de 22 de junho de 1843, diretor do Censo da Província por dec. de 9 de outubro de 1851, e juiz de direito de Baturité por decreto de 4 de julho de 1854. Tinha sido removido em igual cargo para a cidade do Cabo, Pernambuco, quando a morte o surpreendeu ainda em Baturité. Seu retrato figura na galeria do Liceu do Ceará como diretor (25 de abril de 1849) e professor de Retórica (já era professor avulso desde 12 de março de 1838).
Eleito à Assembleia Provincial, foi seu presidente no ano de 1852. Durante sua gestão ocorreram vários conflitos internos na casa legislativa. Segundo noticiários da época, no dia 11 de outubro de 1852, ocorreu mais um episódio de tumulto na Assembléia Provincial. Nessa data, dois membros da instituição, o deputado Manuel Franklin do Amaral (chefe do Partido Conservador) e o deputado Padre Sarmento (chefe do Partido Liberal), depois de trocarem insultos, um acusando o outro de ladrão e assassino, chegaram às vias de fato na secretaria.
Naquele ano, província do Ceará foi assolada por uma grave epidemia de febre amarela. Com o surgimento das chuvas, a doença se intensificou, alastrando-se pela capital e todo interior cearense. Em Aracati, por exemplo, em dezembro de 1851, foram tratadas cinqüenta e uma pessoas pelo doutor Castro Carreira, quarenta e quatro destas apresentava sintomas da doença. Meses depois, o Partido Liberal criticou duramente a atuação do poder executivo (Partido Conservador) em relação à saúde pública. Para os liberais, a febre amarela continuava a matar milhares de cearenses. Cabia então exigir do governador da província, um posicionamento mais consistente acerca da problemática. Nesse sentido, a Assembleia Provincial, que tinha seu presidente como detentor de posições políticas conservadoras, foi pressionada pelos liberais a exigir mais ações da administração pública local no combate à febre amarela.
Vereador (esteve interinamente na Presidência da Câmara Municipal de Fortaleza de 28 de fevereiro de 1843 a 7 de janeiro de 1845; e efetivo Prefeito de 7 de janeiro de 1849 a 21 de junho de 1850); deputado geral à 9ª legislatura (de 1853 a 1856). Foi nomeado Advogado da Câmara (por provisão de 7 de julho de 1845, em substituição a Joaquim Saldanha Marinho).
Era casado com Pulquéria Angélica Isabel (1820 - 1913), desde 21 de outubro de 1840, filha de Romualda Maria da Conceição e do padre José Barroso. Foram pais de quatorze filhos, nove homens e cinco mulheres, dentre os quais, o comandante da Guarda Nacional de Fortaleza Manuel Teófilo Gaspar de Oliveira, último presidente da Câmara Municipal de Fortaleza quando no fim do regime monárquico.